# Molen van Veltem

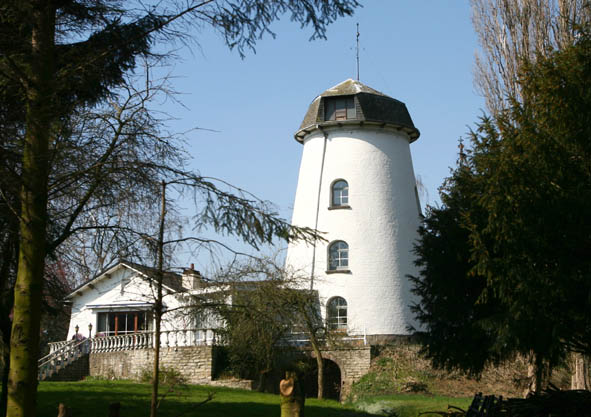
Molen van Veltem

De Molen van Veltem is een windmolenrestant in de tot de Vlaams-Brabantse gemeente Herent behorende plaats Veltem, gelegen aan het Molenstraatje 2.
Deze ronde stenen molen van het type beltmolen fungeerde als korenmolen.

## Geschiedenis
Al in 1600 was er sprake van een standerdmolen, in 1863 waaide deze molen om en in 1866 werd een stenen molen gebouwd. De molen overleefde de Eerste Wereldoorlog maar in mei 1940 trachtten Engelse militairen alsnog de molen op te blazen. De kap vloog eraf maar de romp bleef staan.
In 1955 werd de molen gekocht door Emiel Bulens die de molen renoveerde tot woning. Er werd een nieuwe mansardekap op de romp geplaatst die uiterlijk wat weg heeft van een molenkap.